# 東京メトロ半蔵門線

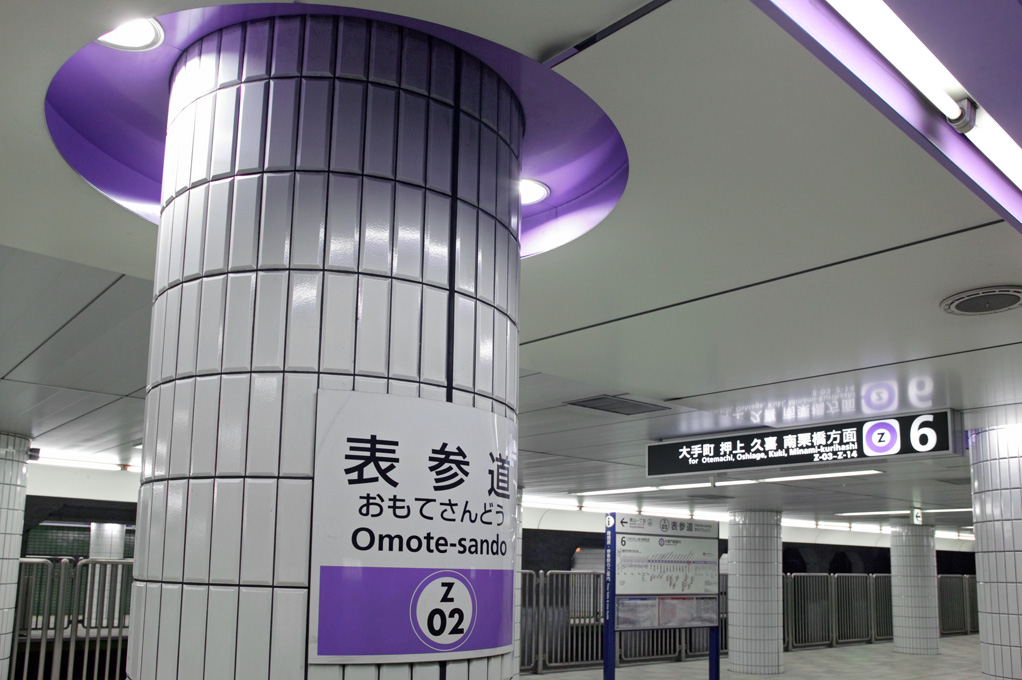
表参道駅のカラースキーム

半蔵門線（はんぞうもんせん）は、東京都渋谷区の渋谷駅から墨田区の押上駅までを結ぶ、東京地下鉄（東京メトロ）が運営する鉄道路線である。『鉄道要覧』における名称は11号線半蔵門線。
路線名の由来は沿線に所在する皇居の門の一つ、半蔵門から。車体および路線図や乗り換え案内で使用されるラインカラーは「パープル」（#8f76d6、紫）、路線記号はZ。
東京メトロの路線の中で全線の所要時間が最も短く（全線の距離は銀座線の方が2.5 km短い）、また東京メトロの路線の中で最も駅数が少ない。一方、渋谷駅からは東急田園都市線と、押上駅からは東武伊勢崎線（東武スカイツリーライン）及び日光線と相互直通運転を行っており、直通運転先（東急田園都市線中央林間駅 - 東武日光線南栗橋駅間）を含めた運行距離は98.5 kmにも及ぶ。これは2024年3月現在、東京メトロの特別料金不要列車としては副都心線直通列車の海老名駅（相鉄本線） - 小川町駅（東武東上線）間（116.4 km）、千代田線直通列車の取手駅（常磐緩行線） → 伊勢原駅（小田急小田原線）間（100.3 km）、同じく副都心線直通列車の元町・中華街駅（みなとみらい線） - 小川町駅間（100.1 km）に次ぐ第4位の長さとなっている。

## 概要
半蔵門線は、東京メトロの路線としては南北線とともに地上区間が存在しない路線となっている。
東京都内の地下鉄の中では都営地下鉄を含めて自社単独駅が最も少ない。渋谷駅から押上駅までの全14駅中、他線との連絡のない駅は半蔵門駅のみである。水天宮前駅も開業以来長い間他線との乗り換えができなかったが、2018年（平成30年）3月17日より水天宮前駅と人形町駅が連絡駅に指定されたことにより、それまで接続駅が無かった日比谷線との乗り換えが可能となったことで、東京都内の地下鉄では唯一、すべての地下鉄路線と乗り換えが可能な路線となった。

## 路線データ
- 路線距離（営業キロ）：16.8 km（全線地下）[1]
- 軌間：1,067 mm[1]
- 駅数：14駅（起終点駅含む）
- 複線区間：全線
- 電化区間：全線（直流1500 V架空電車線方式）
- 閉塞方式：車内信号閉塞式（新CS-ATC）
- 列車無線方式：誘導無線 (IR) 方式
- 最高速度：80 km/h [1][5]
- 平均速度：39.0 km/h（2021年4月1日現在）[1]
- 表定速度：32.0 km/h（2021年4月1日現在）[1]
- 全線所要時分：31分30秒（2021年4月1日現在）[1]
- 車両基地：鷺沼検車区（東急田園都市線内）
- 工場：鷺沼工場（東急田園都市線内）

## 建設の経緯
1968年（昭和43年）の都市交通審議会答申第10号において、東京11号線は「二子玉川方面より三軒茶屋、渋谷、神宮前、永田町、九段下、神保町および大手町の各方面を経て蛎殻町に至る路線」として初めて示された。1972年（昭和47年）の同答申第15号では、終点が深川扇橋へと延長された。
また、同答申では住吉 - 押上間のルートが、東京8号線（有楽町線）の一部（豊洲 - 東陽町 - 住吉 - 押上 - 亀有）として示された。この時点では東京11号線との接続は予定されていなかったが、1985年（昭和60年）の運輸政策審議会答申第7号において、東京11号線の計画が錦糸町、押上経由で松戸へとさらに延長され、住吉 - 押上 - 四つ木間が東京8号線との共用区間とされた。このうち渋谷 - 押上間が半蔵門線として1978年（昭和53年）から2003年（平成15年）にかけて順次開業しており、また二子玉川 - 渋谷間は1977年（昭和52年）に東京急行電鉄の新玉川線（現・東急電鉄の田園都市線）として開業している。
千代田線、有楽町線に次ぐ「バイパス3路線」の一つで、銀座線の混雑緩和と渋谷副都心の発展寄与、皇居西北地区の都市再開発への貢献を狙いとしてルート設定がなされた。しかし、沿線の地権者による反対運動が発生したこと、さらにバブル崩壊とそれに伴う当時の営団の減収などが原因で押上までの開通が当初予定より大きく遅れることとなった。半蔵門 - 九段下間では地下鉄建設に当たっての説明不足や環境悪化を理由に一坪共有運動が起こった。このため、営団は土地収用法を基に強制収用の申請をしたが、一連の土地買収に10年ほどの期間を要した。
2020年（令和2年）時点において未開業の押上 - 四ツ木 - 松戸の区間については、2000年（平成12年）の運輸政策審議会答申第18号で「2015年（平成27年）までに整備着手することが適当である路線」として位置付けられている。 1998年（平成10年）からは柏、我孫子、松戸の各市をはじめ茨城県の龍ケ崎、牛久、つくばなどの自治体で「地下鉄11号線延伸市町協議会」も結成され、松戸から柏市南部・我孫子市布佐方面さらに茨城県までの延伸も国などへ要請しているが、現時点で開業の見通しは立っていない。なお、東京メトロでは押上延伸を以って「全線開業」としている。その一方で、2030年代半ばの開業を目指して建設中の有楽町線豊洲 - 住吉延伸区間については、東京メトロと東武鉄道との間で東武伊勢崎線・日光線から半蔵門線を経由し有楽町線延伸区間へ相互直通運転することで基本合意したと2025年4月17日に発表された。今後運転計画については協議の上決定するとしている。

## 沿革
- 1969年（昭和44年）8月18日：渋谷 - 蛎殻町（現在の水天宮前）間の地方鉄道敷設免許を取得申請[13]。
- 1971年（昭和46年）4月28日：渋谷 - 蛎殻町間の地方鉄道敷設免許を取得[13]。
- 1973年（昭和48年）
  - 3月1日：青山一丁目駅 - 永田町駅間が着工される[14]。
  - 6月4日：渋谷駅 - 青山一丁目駅間が着工される[14]。
  - 9月18日：半蔵門駅 - 三越前駅間が着工される[14]。
- 1977年（昭和52年）4月7日：渋谷駅が東急新玉川線（現在の東急田園都市線）の駅として開業（駅建設は営団が実施）。
- 1978年（昭和53年）
  - 6月1日：11号線を半蔵門線と呼称決定[15][注釈 7]。
  - 8月1日：渋谷 - 青山一丁目間 (2.7 km) 開業[14]。東急新玉川線経由東急田園都市線長津田まで直通運転開始[16][注釈 8]。併せて、渋谷駅を東急電鉄から営団に移管。開業時は東急8500系のみを運用していた。これは、営団側で車両を新製投入しても運用車両よりも予備車両の方が多くなり、経済面から見て不適合との理由からである。
  - 11月16日：永田町駅 - 半蔵門駅間が着工される[14]。
- 1979年（昭和54年）
  - 8月12日：東急線との乗り入れ区間をつきみ野まで延長[16][注釈 9][17]。
  - 9月21日：青山一丁目 - 永田町間 (1.4 km) 単線開業[14]。複線化までの間、朝夕ラッシュ時は青山一丁目行と永田町行が交互に運行[18]。
- 1981年（昭和56年）4月1日：営団8000系の営業運転開始[19][20]。鷺沼検車区完成。
- 1982年（昭和57年）12月9日：永田町 - 半蔵門間 (1.0 km) 開業[14]。青山一丁目 - 永田町間の単線運転を解消[21][22]。
- 1983年（昭和58年）
  - 1月22日：東急車による10両編成の運転を開始[22]。
  - 2月26日：三越前駅 - 水天宮前駅間が着工される[14]。
- 1984年（昭和59年）4月9日：東急田園都市線全通により、東急線との乗り入れ区間を中央林間まで延長[16]。
- 1986年（昭和61年）10月4日：東急車の10両編成化が完了[22]。
- 1987年（昭和62年）9月26日：営団車による10両編成の運転を開始[23]。
- 1988年（昭和63年）6月1日：冷房車両の運転を開始[23]。
- 1989年（平成元年）
  - 1月26日：半蔵門 - 三越前間 (4.4 km) 開業[14][新聞 1]。沿線の地権者が後援者を動員し反対運動を行ったため、開通が当初の予定より大幅に遅れた。日本において、平成では初めての鉄道路線の延伸となった。
  - 6月初旬：全車両が冷房車となる[24]。営団地下鉄全路線で初めて冷房化率100%を達成[24]。
- 1990年（平成2年）11月28日：三越前 - 水天宮前間 (1.3 km) 開業[14][新聞 2]。
- 1993年（平成5年）
  - 5月18日：水天宮前 - 押上間の第一種鉄道事業免許を申請[25][注釈 10]。
  - 6月23日：水天宮前 - 押上間の第一種鉄道事業免許を取得[26]。
  - 12月6日：水天宮前駅 - 押上駅間が着工される[27]。
- 1994年（平成6年）10月28日：営団車の10両編成化が完了[22]。
- 1995年（平成7年）3月20日：地下鉄サリン事件に関連し午前の運転を休止し、午後から再開。
- 2002年（平成14年）5月2日：東急5000系の営業運転開始[28]。
- 2003年（平成15年）
  - 1月7日：08系の営業運転開始[29][報道 4]。
  - 2月2日：保安装置を従来のCS-ATCから新CS-ATCに切り換え[29][30]。
  - 3月19日：水天宮前 - 押上間 (6.0 km) 開業（営団最後の新規開業区間）[報道 5][報道 6][報道 7]。東武伊勢崎線経由で日光線南栗橋まで相互直通運転開始[報道 6]。東武30000系が乗り入れを開始。ダイヤ改正により、日中時間帯の運転間隔を6分間隔から5分間隔に改める。
  - 4月25日：列車運行管理システム (PTC) を導入[31]。
- 2004年（平成16年）
  - 4月1日：帝都高速度交通営団の民営化により東京地下鉄（東京メトロ）に承継[報道 8]。
  - 6月23日：渋谷駅で発砲事件が発生、駅員が負傷（渋谷駅駅員銃撃事件）。
- 2005年（平成17年）
  - 2月14日：平日朝ラッシュ時の押上方面で座席を格納する6ドア車両を連結した編成の運転を開始（東急5000系を使用）[報道 9]。
  - 5月9日：東京地下鉄初の女性専用車導入[報道 10]。
- 2006年（平成18年）3月18日：東武伊勢崎線との乗り入れ区間を久喜駅に延長[報道 11]。東武はこれに合わせて50050型を投入（30000系は順次撤退）。
- 2007年（平成19年）12月2日：渋谷駅を東京地下鉄から東急電鉄に再び移管[32]。
  - 他社との乗り入れを行う東京地下鉄の路線の中では唯一、全駅自社管理駅であった（他線では、乗り入れ側の管理駅が1つはある）。これは、他社接続駅である渋谷駅・押上駅をともに帝都高速度交通営団が建設を行い、東急・東武の両社がそこに乗り入れるという体制をとったためである。移管後の渋谷駅は駅名標や案内サイン、電光掲示板や駅構内放送などが東急仕様のものに変更された。ただし、ホームの壁面に他の半蔵門線の駅同様にラインカラーの線があることから、東京地下鉄管理駅だったことがうかがえる。また、東急新玉川線の開業から半蔵門線開業までは、渋谷駅は前記のとおり、営団が建設しながらも東急が管理していた。
- 2011年（平成23年）
  - 3月14日：同月11日に発生した東北地方太平洋沖地震による発電所の停止に伴う電力供給逼迫のため、東京電力が輪番停電（計画停電）を実施。これに伴い、この日から東武線との相互直通運転が20日間休止される。
  - 4月2日：東武線との相互直通運転が再開される。
- 2012年（平成24年）
  - 12月20日：三越前駅 - 押上駅間で携帯電話の利用が可能となる[報道 12]。
  - 12月26日：永田町駅 - 神保町駅間で携帯電話の利用が可能となる[報道 13]。
- 2013年（平成25年）
  - 1月24日：神保町駅 - 三越前駅間で携帯電話の利用が可能となる[報道 14]。
  - 3月14日：渋谷駅 - 永田町駅間で携帯電話の利用が可能となる[報道 15]。
- 2018年（平成30年）
  - 3月17日：水天宮前駅と日比谷線・浅草線人形町駅との乗り換え業務を開始[報道 1]。
  - 3月28日：東急2020系の営業運転開始[33]。
- 2021年（令和3年）8月7日：18000系の営業運転開始[報道 16]。

## 運行形態
東急電鉄・東武鉄道と3社相互直通運転をしている。半蔵門線を挟んで東急側は渋谷駅から田園都市線の中央林間駅まで、東武側は押上駅から伊勢崎線久喜駅および日光線南栗橋駅までそれぞれ運転される。
運行系統上では東急田園都市線と一体的となっており、押上方面は平日始発の清澄白河発東武動物公園行と半蔵門発押上行、渋谷方面は平日最終の押上発水天宮前行と押上発渋谷行を除くすべての列車が東急田園都市線と直通している。
列車はすべて各駅停車であるが、線内では乗り入れ先の列車種別（急行・準急・各駅停車）で案内している。この種別は東急・東武の間で共通するものではなく、それぞれの線内で独立したものであり、渋谷駅・押上駅到着の時点で線内または乗り入れ先の種別に変更している（変更がない列車もある）。
平日朝ラッシュ時は2 - 3分間隔、夕ラッシュ時は3 - 4分間隔、日中時間帯は5分間隔（1時間に12本）で運行されている。日中の時間帯は原則として押上駅 - 中央林間駅間の列車と東武スカイツリーライン直通の久喜駅・南栗橋駅 - 中央林間駅間の列車が交互に運転されている。
朝の押上方面には、半蔵門駅（1本のみ）・清澄白河駅発着列車もある。日中の清澄白河駅発着の列車は2009年6月6日のダイヤ改正で押上駅まで延長される形で廃止された。
車両基地は自社路線内に用地を確保できなかったため、東急田園都市線の鷺沼駅の横に鷺沼検車区として置かれている。
| 駅名 ＼ 種別 | 駅名 ＼ 種別 | 東武伊勢崎線 直通 | 押上 | 押上 | …   | 渋谷 | 渋谷      | 東急田園都市線 直通 |           |
| ------------ | ------------ | ----------------- | ---- | ---- | --- | ---- | --------- | ------------------- | --------- |
| 本数         | 各停         |                   | 3本  | 3本  | 3本 | 3本  | 3本       | →中央林間           | →中央林間 |
| 本数         | 各停         | 3本               | 3本  | 3本  | 3本 | 3本  | →中央林間 | →中央林間           |           |
| 本数         | 各停         | 南栗橋←           | 3本  | 3本  | 3本 | 3本  | 3本       | →中央林間           | →中央林間 |
| 本数         | 各停         | 久喜←             | 3本  | 3本  | 3本 | 3本  | 3本       | →中央林間           | →中央林間 |

■：急行 ■：準急 ■：各停

### 東急田園都市線直通

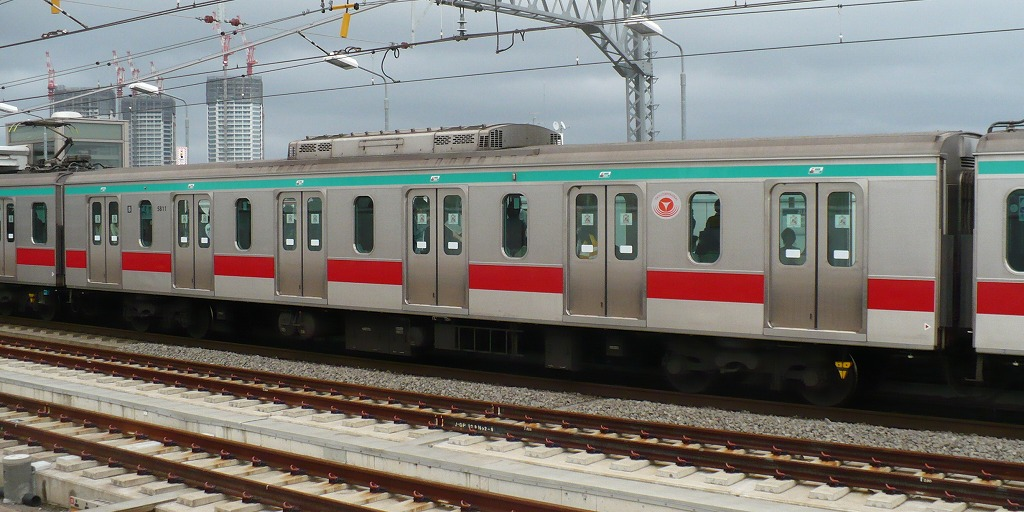
東急5000系6ドア・座席格納車両

日中は1時間に急行3本、準急3本、各駅停車6本の計12本（すべて中央林間駅発着）が運行されている。平日を中心に長津田駅発着があるほか、鷺沼駅発着も少数設定されている。東急田園都市線には当線に乗り入れない列車もあり、その一部は当線の渋谷駅 - 半蔵門駅間を回送の上、半蔵門駅の引上線で折返す。この回送費用は東急負担で行われている。
東急5000系のうち15編成の4・5・8号車には6扉・座席格納車両が連結されていた。平日朝の押上方面の列車では東急田園都市線の始発駅から半蔵門線の半蔵門まで6扉車の座席が使用できなかった。ホームドア設置の兼ね合いから6扉車は順次4扉車に置き換えられ、2017年4月20日を最後に廃止された。

### 東武スカイツリーライン・伊勢崎線・日光線直通
日中は久喜駅発着と南栗橋駅発着が1:1の割合で運転されている。直通運転を開始した2003年3月19日から2006年3月17日までは、日中は1時間あたり3本（内訳は東武動物公園行が2本、南栗橋行が1本）であった。日中の清澄白河駅折り返しの列車も1時間に4本設定されていたため、清澄白河駅、押上駅、東武線の曳舟駅で時間調整が頻繁に行われていた。
2006年3月18日のダイヤ改正以降、一部の時間帯を除き1時間に6本（10分間隔）へ増発され、昼間時は南栗橋駅発着と久喜駅発着の急行が交互に運行されるようになった。一部、北越谷駅（準急）・東武動物公園駅発着の列車も設定されている。直通列車は急行または準急（朝・夜間のみ運転）に限られる。2013年3月16日のダイヤ改正より、昼間時は久喜駅発着・久喜駅発着・南栗橋駅発着の30分サイクルに変更となり、平日夜間帯の急行の運転時間帯も拡大された。2022年3月12日のダイヤ改正では昼間時は南栗橋駅発着と久喜駅発着の交互運行に戻された。
2003年の直通開始から一貫して半蔵門線からの東武線内普通列車は設定されていないため、通過駅へは東武線内の曳舟駅・北千住駅・西新井駅などでの乗り換えが必要となる。一方、日中の東武スカイツリーラインの急行以下の速達列車、及び伊勢崎線東武動物公園駅 - 久喜駅間と日光線東武動物公園駅 - 南栗橋駅間の一般列車は全て半蔵門線直通となっている。
東武線押上駅 - 曳舟駅間はとうきょうスカイツリー駅 - 曳舟駅と同一路線扱いではあるものの、曳舟駅で改札を出場しなくても重複乗車は可能であり、同駅および浅草駅へそのまま向かうことができる。

### 臨時列車
東急田園都市線 - 半蔵門線 - 東武伊勢崎線の3社直通運転を利用して、多客期に臨時列車を運行した事例がある。このうち、館林・南栗橋以北に直通する列車には分割併合の兼ね合いから東武30000系が使用された。
- 3社直通運転記念号[報道 19]（中央林間 - 東武日光・鬼怒川温泉、2003年3月29日：往路、3月30日：復路）
- もみじ号（長津田 - 北千住、2004年10月2日、10月9日）※北千住で特急スペーシアに接続
- フラワーエクスプレス（中央林間 - 太田、2005年から2010年のゴールデンウィーク）

2017年7月11日から同21日までの火曜日から金曜日の朝には、東急田園都市線の平日朝ラッシュ時の混雑緩和を目的として、同線からの直通特急列車「時差Bizライナー」（中央林間→押上）を運行した。当線内は各駅に停車した。

## 弱冷房車・車椅子スペース・女性専用車
押上延長後の半蔵門線各駅の発車標には、時刻や行先とともに車両の所属会社が「（会社名）の車両です」といった形で表示される。これは車椅子スペースが設置された車両の連結位置が東武と東急・東京メトロで異なるためである。「○両目に車椅子スペースがあります」という表示だと表示装置が表示できる字数を超えてしまうため、「（会社名）の車両です」と表示しているという。
なお、東武の車両は原則2・9号車、東京メトロと東急は原則3・9号車に設置されている（東急5000系は中間車全車、東急2020系は全車に設置）が、転入・転出や車両組替・リニューアル工事等により、原則以外の車両に設置されている場合もある。
平日朝始発から9:30まで（渋谷方面行〈B線〉は押上9:20発まで）のすべての列車は、進行方向最後尾の車両が女性専用車となっている（実施区間は渋谷方面行きは東武線→押上→渋谷間、押上方面行きは東急田園都市線→渋谷→押上間、9:30で女性専用車の扱いは取りやめとなる）。

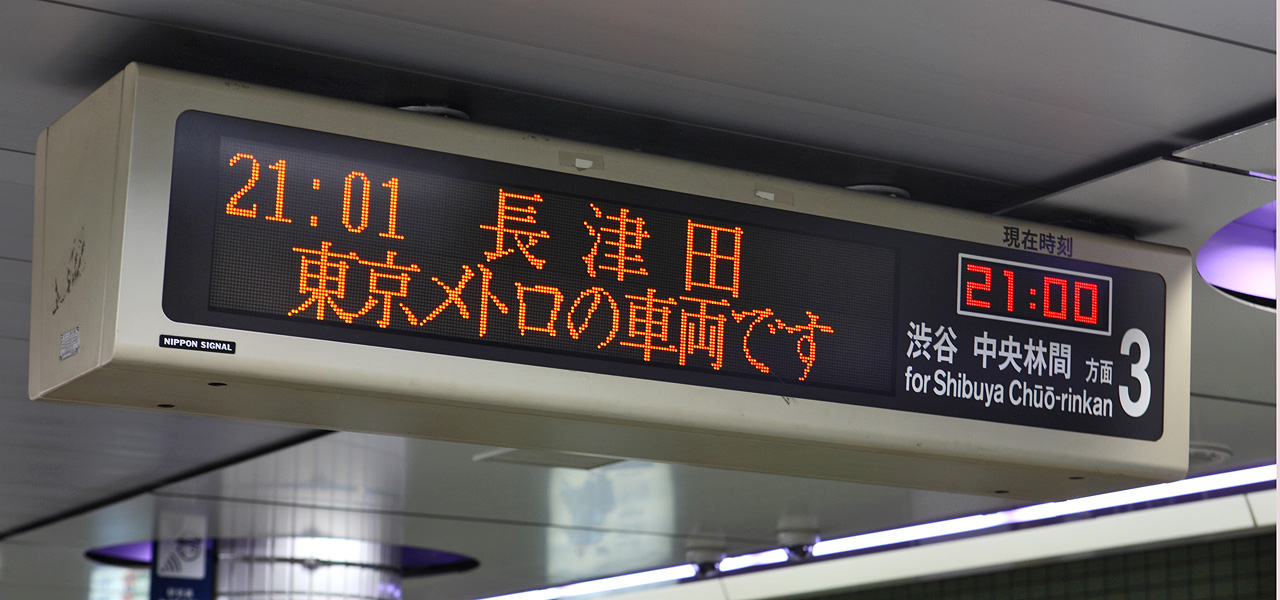
旧型表示器による所属社名表示（表参道駅）
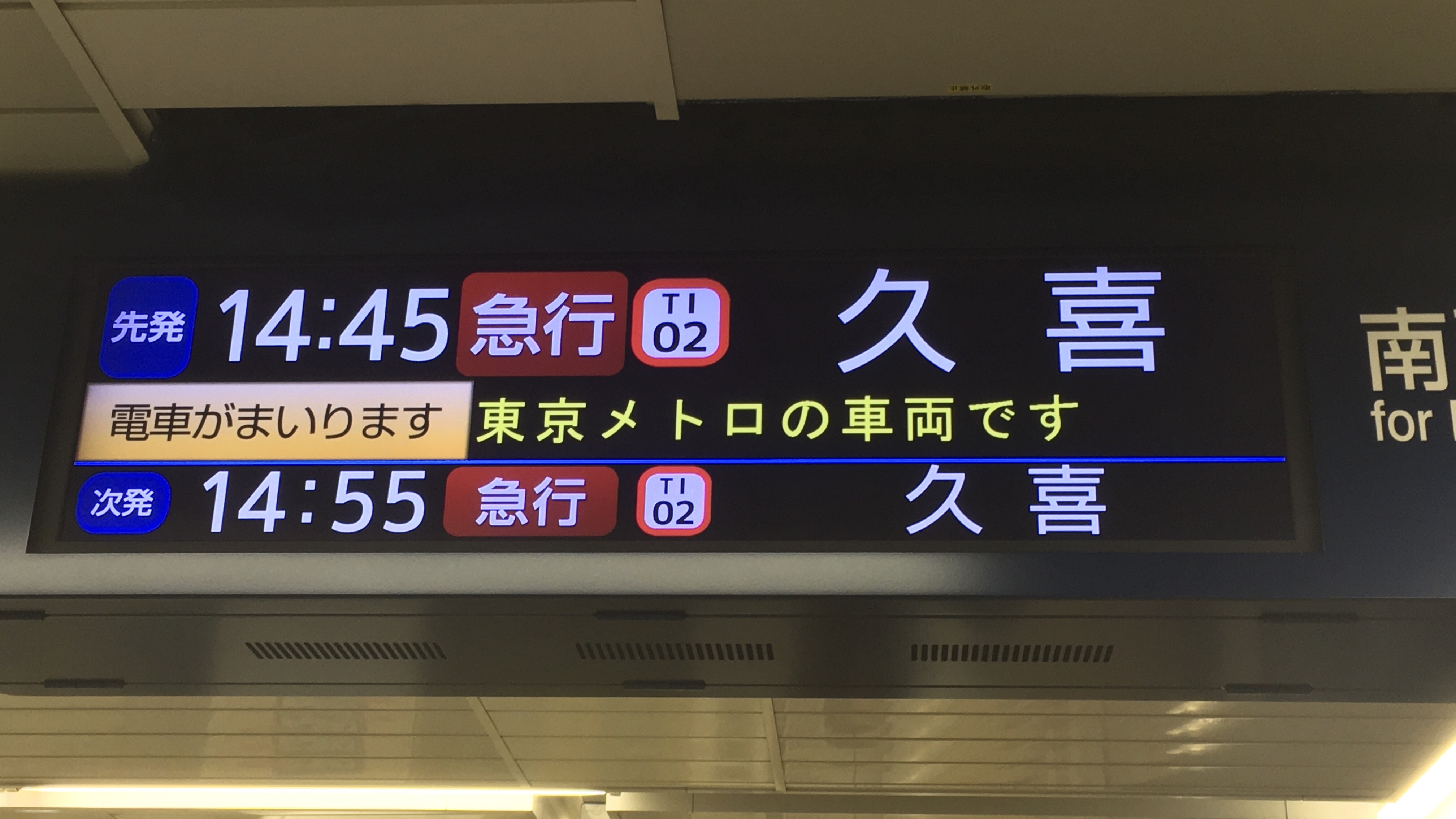
新型表示器による所属社名表示（押上駅）

## 車両

### 自社車両
- 18000系
8000系置き換え用として[38][新聞 3]、2021年8月7日に営業運転を開始[報道 16][新聞 4]。当初は2020年度に導入が予定されていた[報道 22]。
- 08系
押上延伸にあわせ、2003年から6編成が投入された[報道 4]。
- 8000系
1981年から19編成が投入され、修繕工事を受けながら現在も運用中。2015年に全編成の修繕工事が完了している[39]。

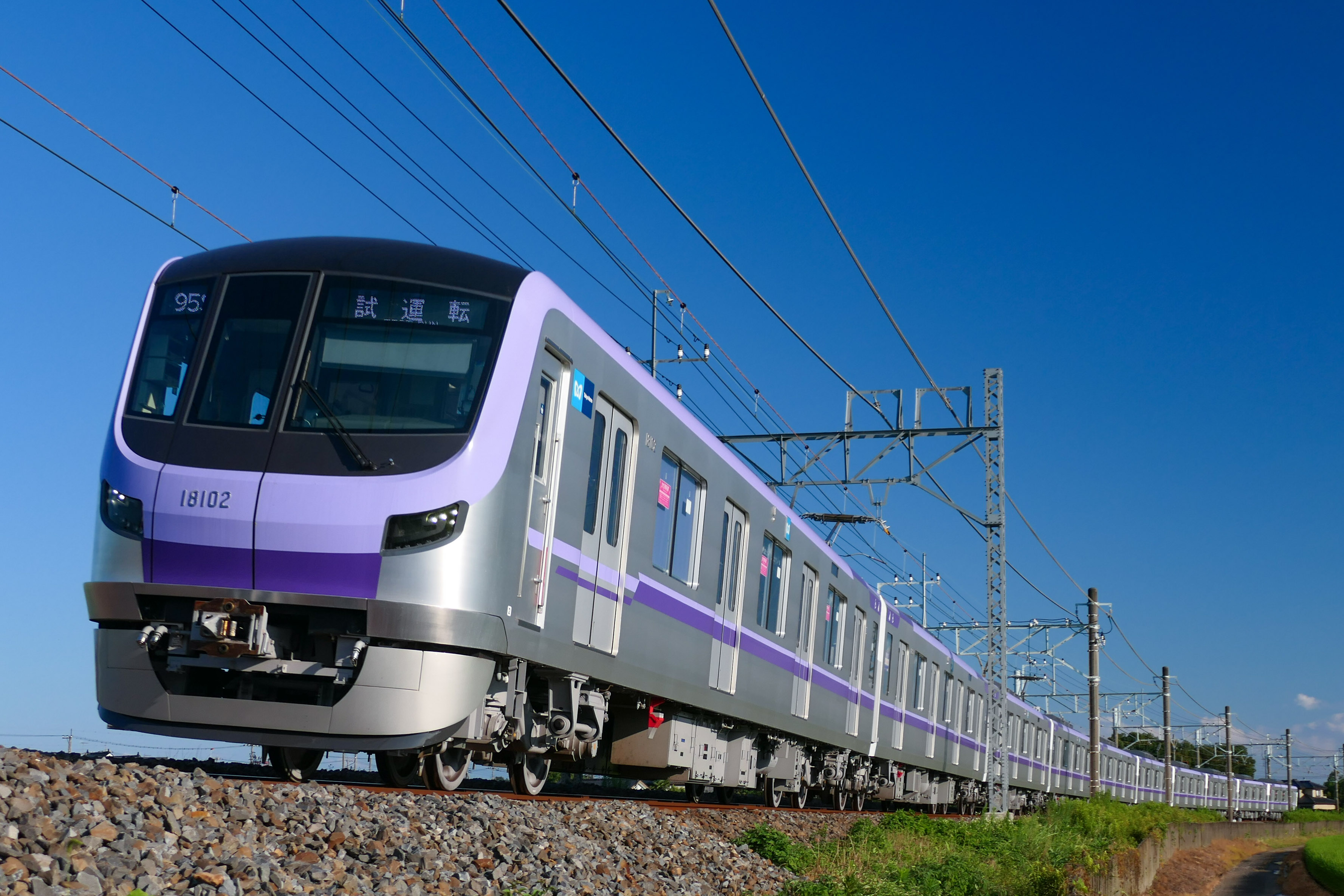
18000系
08系
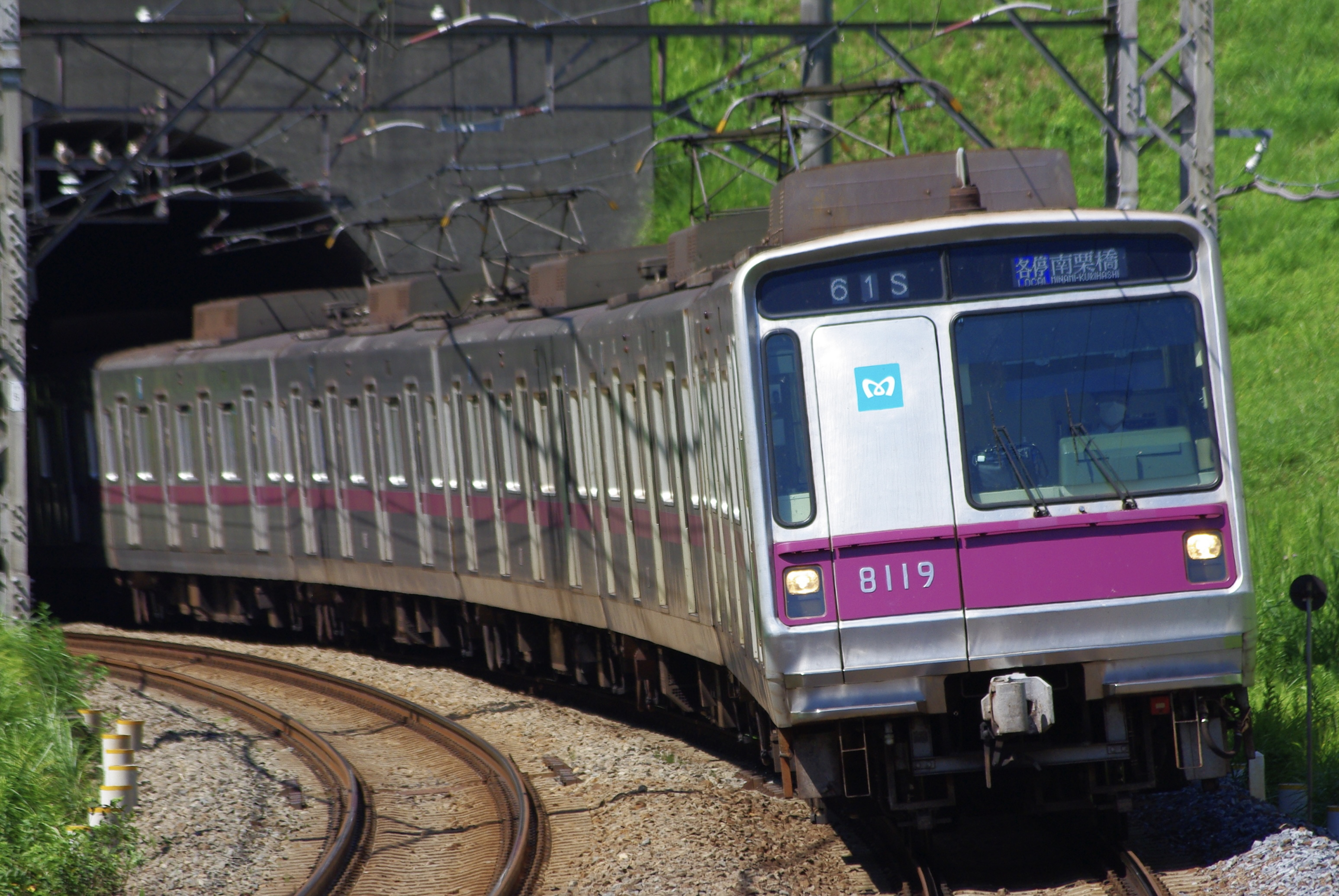
8000系

直通先の東武伊勢崎線では、日比谷線とも相互直通運転が行われており、また同区間内の竹ノ塚駅付近に日比谷線車庫の一つである千住検車区竹ノ塚分室があることから、日比谷線用車両と並ぶ光景も見られる。

### 乗り入れ車両

#### 現在の乗り入れ車両

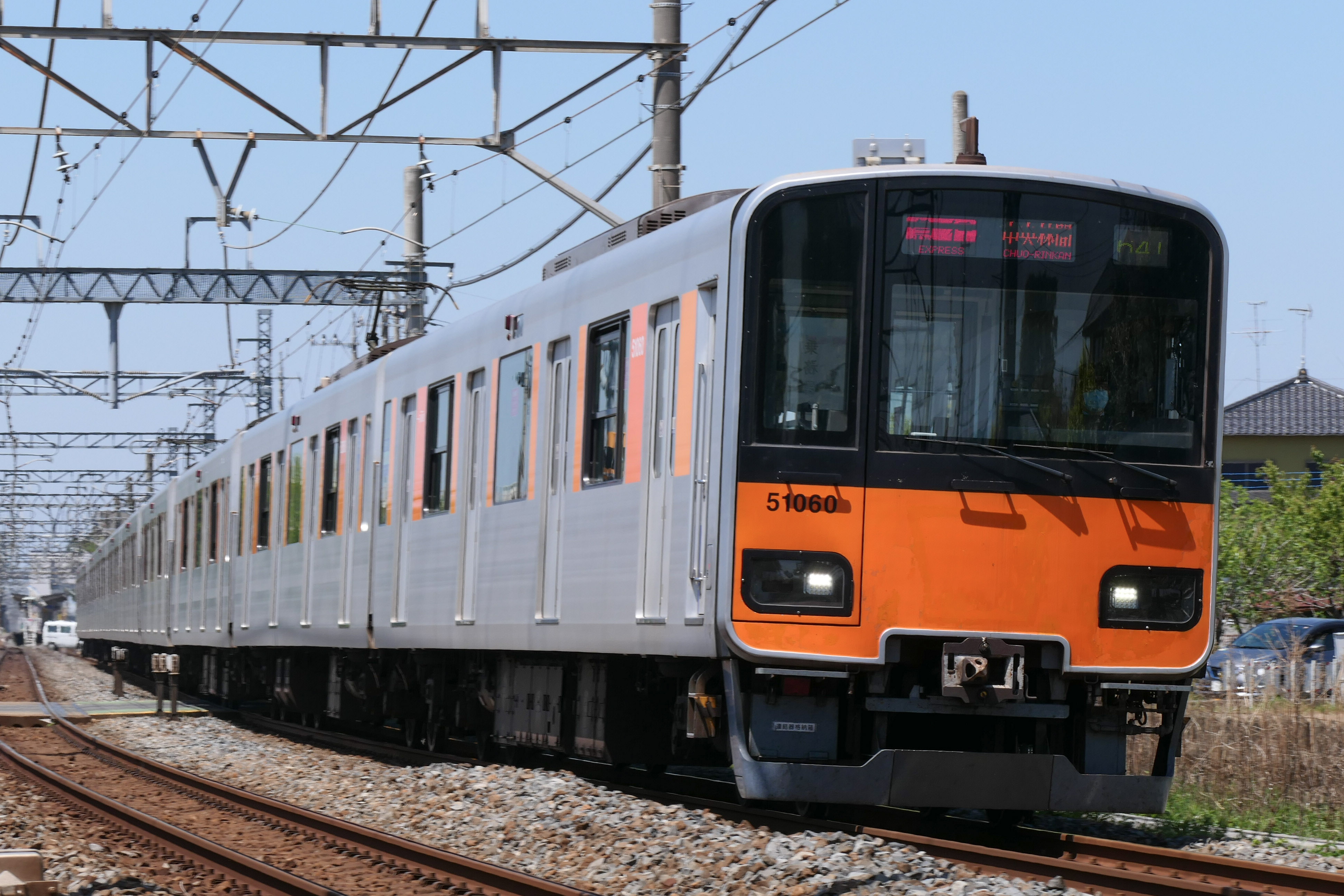
50050型

東急電鉄

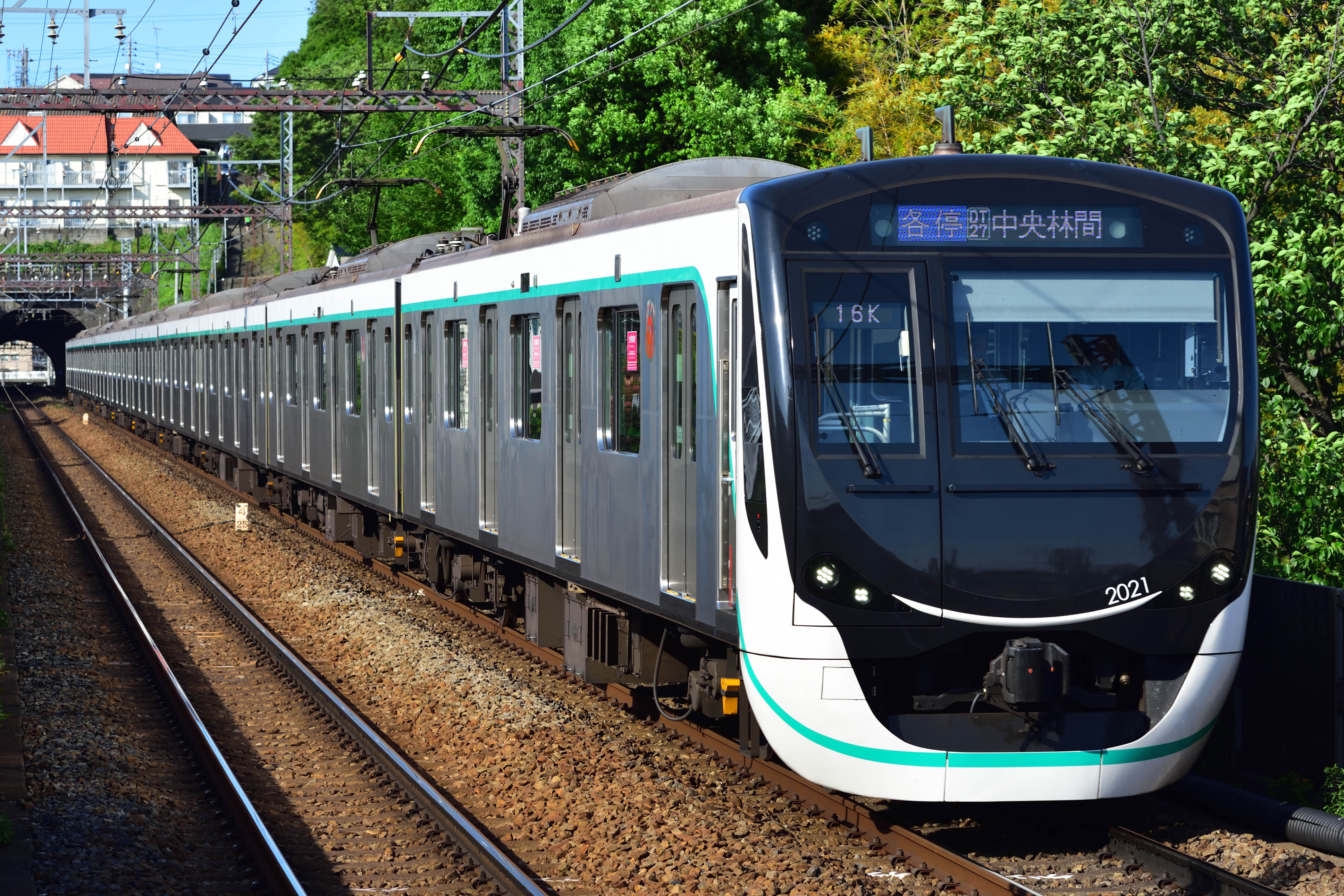
2020系
営業運転開始後半年間は東武直通非対応だったが、現在は全編成が東武直通対応になっている。30編成が在籍。
5000系
一部編成は乗降時間短縮及び混雑緩和のため6ドア車を連結していたが、2017年までに全車両が4ドア車で統一。41両が東横線に転出された。18編成が在籍。

- 2020系
- 5000系

東武鉄道
- 50050型
18編成が在籍。
- 50000型
後述する30000系の置き換え用として、2019年に51008F・2021年に51009Fの2本が東上線より転属。

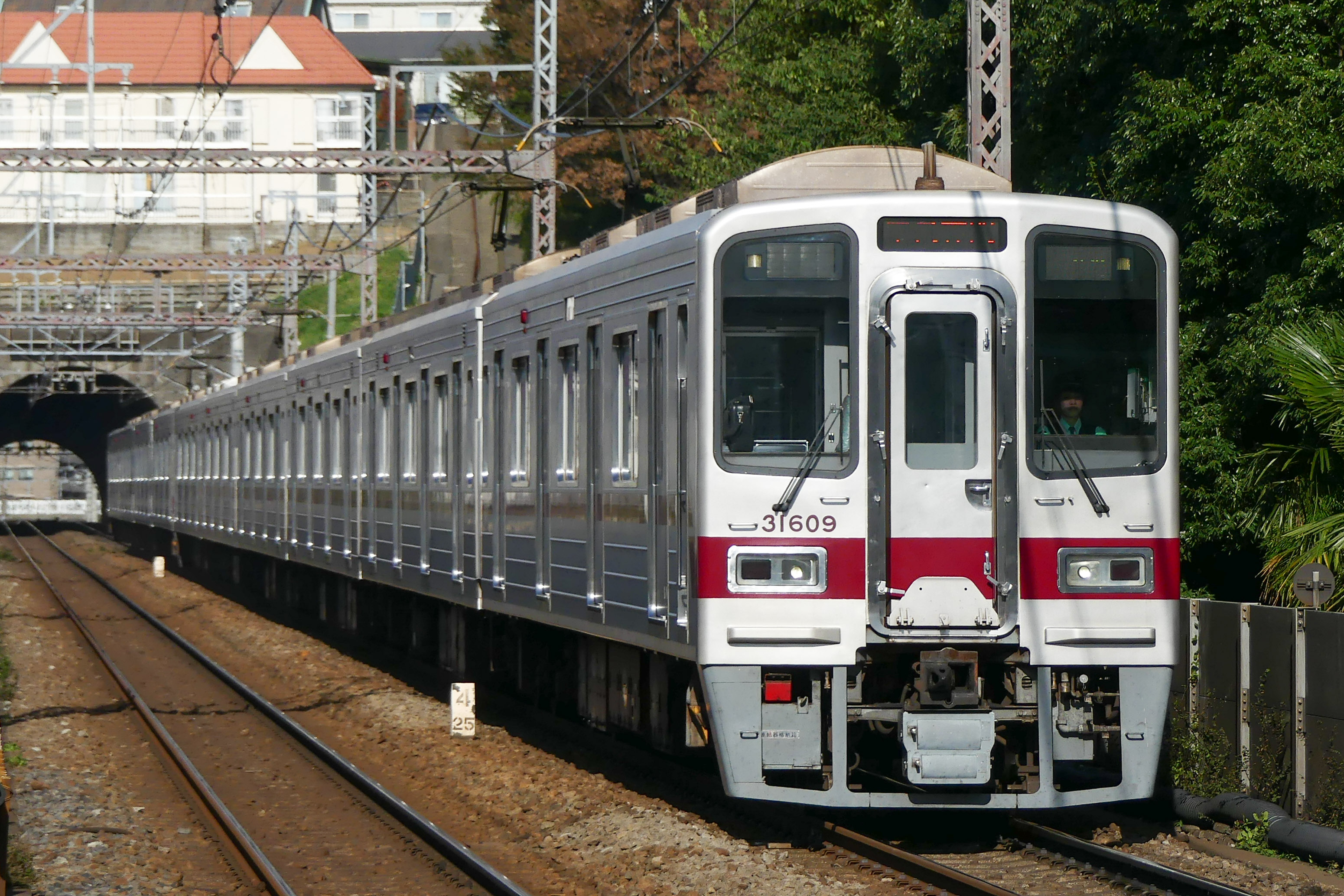
50050型

#### 過去の乗り入れ車両
東京急行電鉄

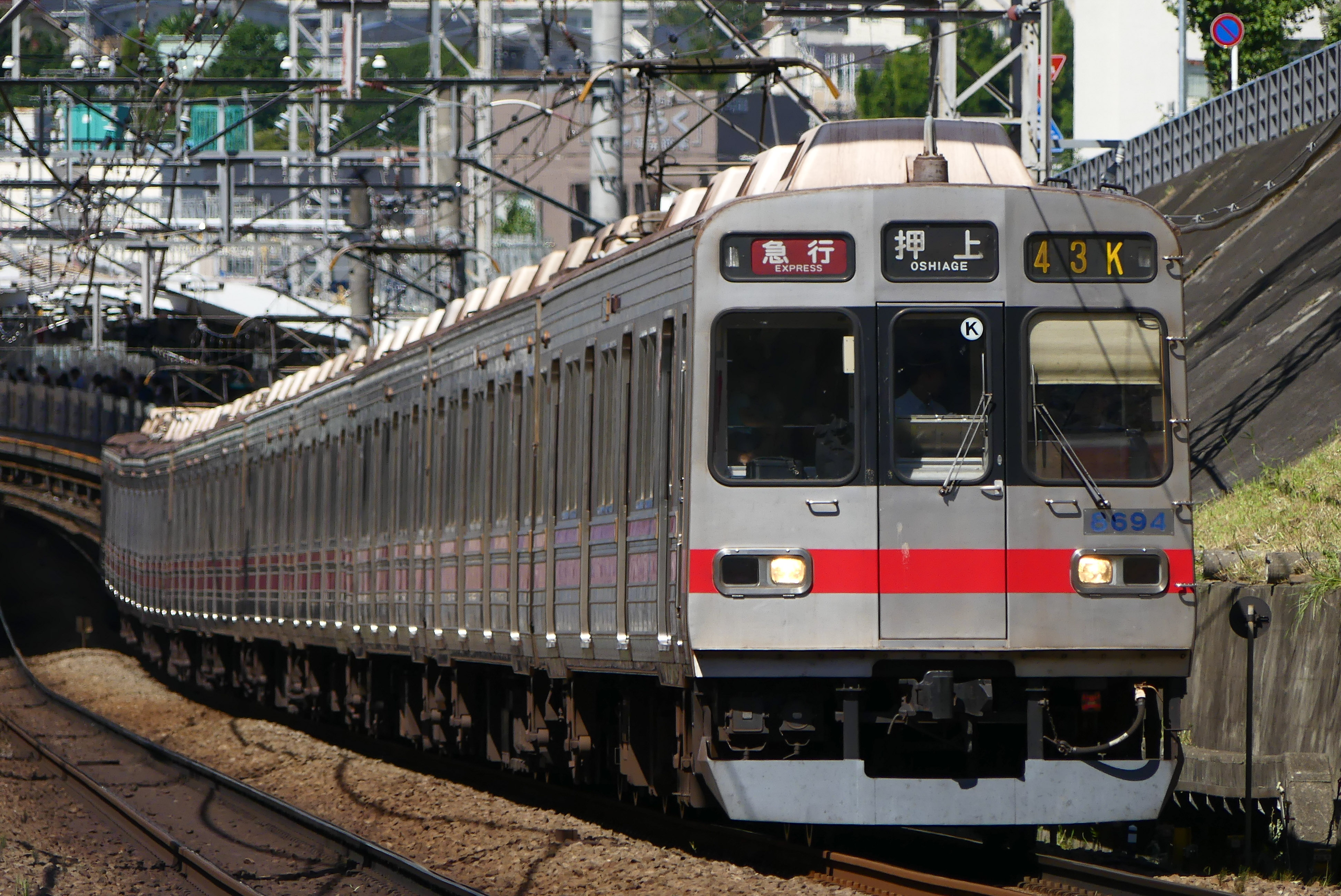
8590系（東武乗り入れ非対応）
中間車は8090系。運用は限定されていた。
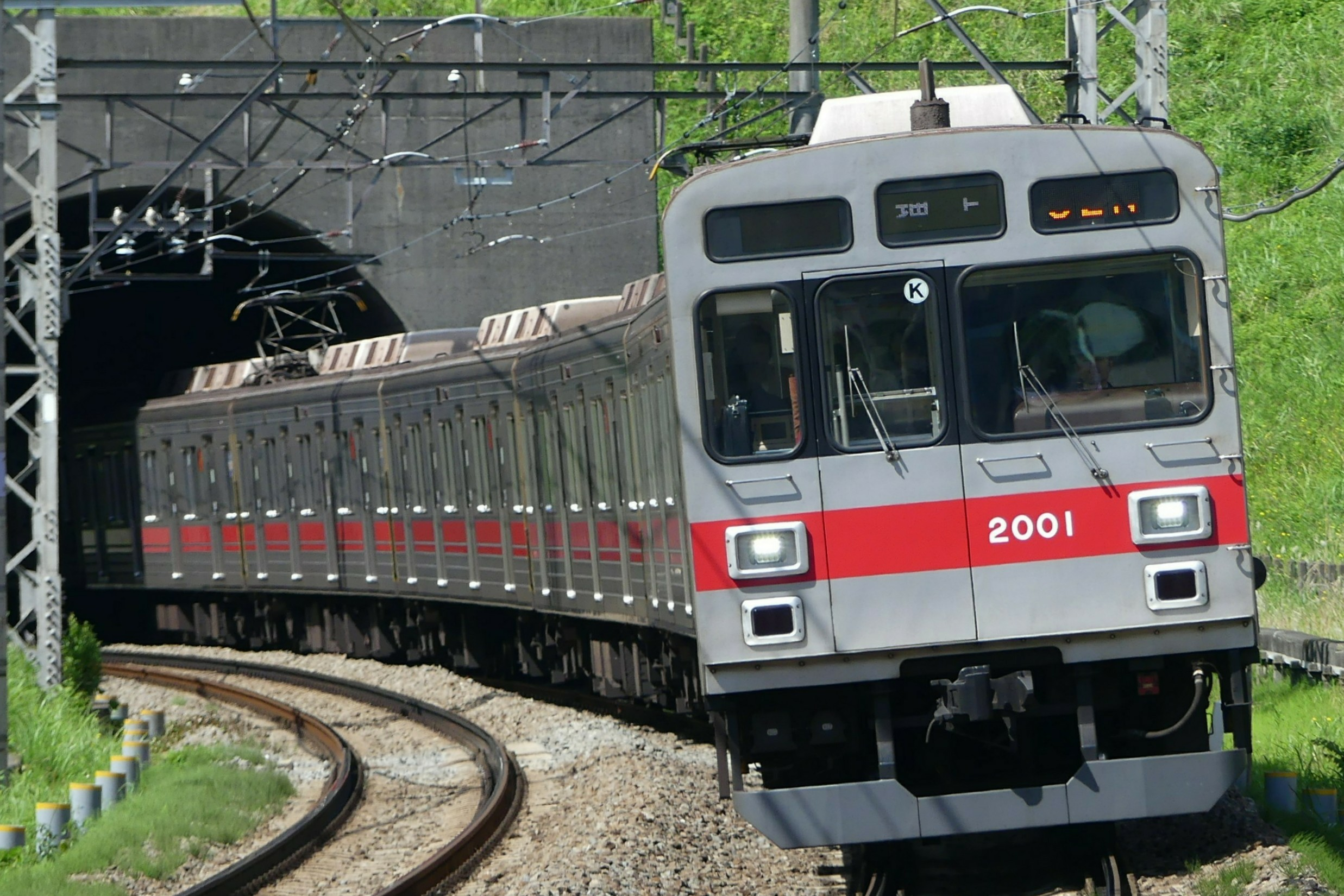
2000系（東武乗り入れ非対応）
運用は限定されていた。リニューアル後は試運転したものの、営業運転に使用されず大井町線に転出された。
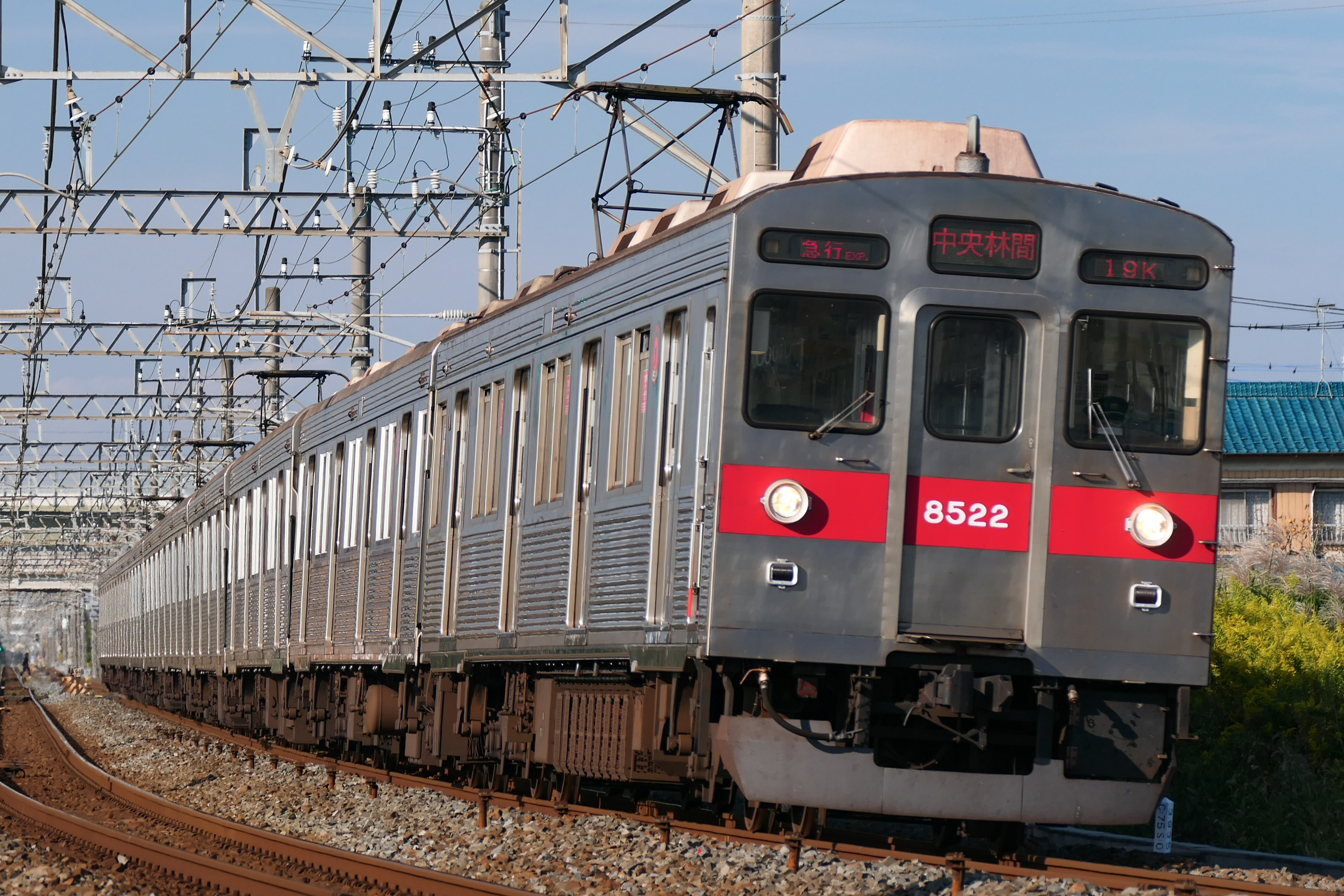
8500系
かつては東急車の主力形式で東急車の過半数を占めていたが、2020系の増備により置換が進められていた。2023年1月25日をもって運用を終了した。

- 8590系
- 2000系
- 8500系

東武鉄道
- 30000系
押上延伸開業当初の東武乗り入れ車両は当系列で占められていたが、2005年10月から東武東上線系統への転属が進み、2021年9月末をもって運用を終了した。

- 30000系

### 車両運用
どの列車がどの会社に所属する車両で運転されるかは列車番号を見ることで判別できる。現在、列車番号末尾アルファベットの「S」が東京メトロ車両、「K」が東急車両、「T」が東武車両となっている。列車番号は『MY LINE 東京時刻表』（交通新聞社）などで確認ができる。
また、6桁の数字で表記されている東急方式の列車番号では、上3桁が運行番号を表し、001 - 026が東急車、051以降の奇数番号が東京メトロ車、050以降の偶数番号が東武車となっている。
なお、直通運転に際して各社間で走行距離をなるべく均一にする関係などから、東武車が東急田園都市線から半蔵門・清澄白河・押上などで折り返す列車にも使用されている。同様に、東急田園都市線でも長津田 - 中央林間の区間運転列車の一部にメトロ車および東武車が使用されている。
通常はそれぞれの運行番号に対応した車両で運行されるが、夜間に生じたダイヤの乱れによってメトロ・東武・東急の車両が各自の車両基地に戻れない状況が生じるなど、車両運用になんらかの不具合が生じた場合は、所定メトロ車が充当される運用を東急車で運行する、あるいはその逆といったように、他社の車両による代走が行われることがある。

## 利用状況
2023年（令和4年）度の最混雑区間（A線、渋谷 → 表参道間）の混雑率は109%である。
直通先の東急田園都市線から乗り入れる乗客が多いが、渋谷駅は乗車人員よりも降車人員が多く、2019年までの混雑率は東急田園都市線内よりやや低い170%程度で推移していた。一方で、渋谷駅や東急田園都市線内には、列車本数を増発する余地がないことから、この数値は20年あまり横ばいとなっている。2013年3月16日に東急東横線渋谷駅が地下化されると、それまで銀座線に直接乗り換えていた利用者の一部が半蔵門線に乗り換え、同一ホームで乗り換えられる表参道駅で銀座線に乗り換えるようになり、2013年度の最混雑区間の混雑率は175%に悪化した。
もう一方の押上駅からは東武伊勢崎線（東武スカイツリーライン）が乗り入れるが、4路線が接続する北千住駅が実質的なターミナル駅となっており、北千住駅で都心方面の別路線に乗り換える乗客も一定数存在するため、押上駅方面から乗り入れる乗客は少ない。押上駅は渋谷方面への始発列車が終日設定されており、終日にわたって混雑率は低い。
2007年度の一日平均通過人員は、渋谷 - 表参道間が472,123人で最も多い。押上方向に進むに連れて通過人員が減少し、神保町 - 大手町間が229,678人である。大手町駅は乗車人員と降車人員がほぼ同数であり、大手町 - 三越前間が229,456人と横ばいになるが、それ以降は再度通過人員が減少し、錦糸町 - 押上間が105,799人で最も少ない。
近年の輸送実績を下表に記す。表中、最高値を赤色で、最高値を記録した年度以降の最低値を青色で、最高値を記録した年度以前の最低値を緑色で表記している。
| 年度               | 最混雑区間（A線、渋谷 → 表参道間）輸送実績 | 最混雑区間（A線、渋谷 → 表参道間）輸送実績 | 最混雑区間（A線、渋谷 → 表参道間）輸送実績 | 最混雑区間（A線、渋谷 → 表参道間）輸送実績 | 特記事項                                |
| 年度               | 運転本数：本                               | 輸送力：人                                 | 輸送量：人                                 | 混雑率：%                                  | 特記事項                                |
| ------------------ | ------------------------------------------ | ------------------------------------------ | ------------------------------------------ | ------------------------------------------ | --------------------------------------- |
| 1980年（昭和55年） | 15                                         | 16,752                                     | 27,622                                     | 165                                        |                                         |
| 1981年（昭和56年） | 16                                         | 18,176                                     | 30,809                                     | 170                                        |                                         |
| 1982年（昭和57年） | 16                                         | 18,176                                     | 30,526                                     | 168                                        | 1982年12月9日、半蔵門延伸開業           |
| 1983年（昭和58年） | 17                                         | 23,056                                     | 32,599                                     | 141                                        |                                         |
| 1984年（昭和59年） | 17                                         | 23,632                                     | 37,900                                     | 160                                        |                                         |
| 1985年（昭和60年） | 18                                         | 25,056                                     | 38,812                                     | 155                                        |                                         |
| 1986年（昭和61年） | 19                                         | 26,768                                     | 42,209                                     | 158                                        |                                         |
| 1987年（昭和62年） | 20                                         | 28,192                                     | 46,701                                     | 166                                        |                                         |
| 1988年（昭和63年） | 20                                         | 28,192                                     | 46,278                                     | 164                                        | 1989年1月26日、三越前延伸開業           |
| 1989年（平成元年） | 24                                         | 34,176                                     | 54,177                                     | 159                                        |                                         |
| 1990年（平成02年） | 24                                         | 34,176                                     | 57,253                                     | 168                                        | 1990年11月28日、水天宮前延伸開業        |
| 1991年（平成03年） | 25                                         | 35,312                                     | 58,710                                     | 166                                        |                                         |
| 1992年（平成04年） | 27                                         | 38,448                                     | 66,190                                     | 172                                        |                                         |
| 1993年（平成05年） | 27                                         | 38,448                                     | 66,308                                     | 172                                        |                                         |
| 1994年（平成06年） | 27                                         | 38,448                                     | 66,540                                     | 173                                        |                                         |
| 1995年（平成07年） | 27                                         | 38,448                                     | 66,820                                     | 174                                        |                                         |
| 1996年（平成08年） | 27                                         | 38,448                                     | 66,590                                     | 173                                        |                                         |
| 1997年（平成09年） | 27                                         | 38,448                                     | 67,050                                     | 174                                        |                                         |
| 1998年（平成10年） | 27                                         | 38,448                                     | 67,453                                     | 175                                        |                                         |
| 1999年（平成11年） | 27                                         | 38,448                                     | 66,992                                     | 174                                        |                                         |
| 2000年（平成12年） | 27                                         | 38,448                                     | 65,856                                     | 171                                        |                                         |
| 2001年（平成13年） | 27                                         | 38,448                                     |                                            | 173                                        |                                         |
| 2002年（平成14年） | 27                                         | 38,448                                     | 67,054                                     | 174                                        | 2003年3月19日、押上延伸開業             |
| 2003年（平成15年） | 27                                         | 38,448                                     | 67,300                                     | 175                                        |                                         |
| 2004年（平成16年） | 28                                         | 39,872                                     |                                            | 170                                        |                                         |
| 2005年（平成17年） | 28                                         | 39,872                                     |                                            | 172                                        |                                         |
| 2006年（平成18年） | 28                                         | 39,872                                     | 69,168                                     | 173                                        |                                         |
| 2007年（平成19年） | 28                                         | 39,872                                     | 69,000                                     | 173                                        |                                         |
| 2008年（平成20年） | 28                                         | 39,872                                     | 69,223                                     | 174                                        |                                         |
| 2009年（平成21年） | 28                                         | 39,872                                     | 67,705                                     | 170                                        |                                         |
| 2010年（平成22年） | 28                                         | 39,872                                     | 66,624                                     | 167                                        |                                         |
| 2011年（平成23年） | 28                                         | 39,872                                     | 64,057                                     | 161                                        |                                         |
| 2012年（平成24年） | 28                                         | 39,872                                     | 67,518                                     | 169                                        | 2013年3月16日、東急東横線渋谷駅が地下化 |
| 2013年（平成25年） | 28                                         | 39,872                                     | 69,691                                     | 175                                        |                                         |
| 2014年（平成26年） | 28                                         | 39,872                                     | 68,563                                     | 172                                        |                                         |
| 2015年（平成27年） | 28                                         | 39,872                                     | 68,326                                     | 171                                        |                                         |
| 2016年（平成28年） | 27                                         | 38,448                                     | 65,219                                     | 170                                        |                                         |
| 2017年（平成29年） | 27                                         | 38,448                                     | 66,549                                     | 173                                        |                                         |
| 2018年（平成30年） | 27                                         | 38,448                                     | 64,422                                     | 168                                        |                                         |
| 2019年（令和元年） | 27                                         | 38,448                                     | 64,930                                     | 169                                        |                                         |
| 2020年（令和02年） | 27                                         | 38,448                                     | 42,491                                     | 111                                        |                                         |
| 2021年（令和03年） | 27                                         | 38,448                                     | 37,887                                     | 99                                         |                                         |
| 2022年（令和04年） | 27                                         | 38,448                                     | 37,295                                     | 97                                         |                                         |
| 2023年（令和05年） | 27                                         | 38,448                                     | 41,908                                     | 109                                        |                                         |

## 駅一覧
- 全駅東京都内に所在。
- 運賃計算上は、青山一丁目駅 - 永田町駅を1.3kmとした運賃計算キロで計算する[49]。

| 駅番号       | 駅名                                      | 営業キロ     | 営業キロ     | 接続路線 | 所在地                                  |
| 駅番号       | 駅名                                      | 駅間         | 累計         | 接続路線 | 所在地                                  |
| ------------ | ----------------------------------------- | ------------ | ------------ | --- | --------------------------------------- |
| 直通運転区間 | 直通運転区間                              | 直通運転区間 | 直通運転区間 | 田園都市線 中央林間駅まで | 田園都市線 中央林間駅まで               |
| Z-01         | 渋谷駅                                    | -            | 0.0          | 東急電鉄： 東横線 (TY01)・ 田園都市線 (DT01) 東京地下鉄： 銀座線 (G-01) ・ 副都心線 (F-16) 東日本旅客鉄道： 山手線 (JY 20)・ 埼京線 (JA 10)・ 湘南新宿ライン (JS 19) 京王電鉄： 井の頭線 (IN01) | 渋谷区                                  |
| Z-02         | 表参道駅                                  | 1.3          | 1.3          | 東京地下鉄： 銀座線 (G-02) ・ 千代田線 (C-04) | 港区                                    |
| Z-03         | 青山一丁目駅                              | 1.4          | 2.7          | 東京地下鉄： 銀座線 (G-04) 都営地下鉄： 大江戸線 (E-24) | 港区                                    |
| Z-04         | 永田町駅                                  | 1.4          | 4.1          | 東京地下鉄： 有楽町線 (Y-16) ・ 南北線 (N-07) ・ 銀座線（赤坂見附駅：G-05）・ 丸ノ内線（赤坂見附駅：M-13）                                                                                      | 千代田区                                |
| Z-05         | 半蔵門駅                                  | 1.0          | 5.1          | | 千代田区                                |
| Z-06         | 九段下駅                                  | 1.6          | 6.7          | 東京地下鉄： 東西線 (T-07) 都営地下鉄： 新宿線 (S-05) | 千代田区                                |
| Z-07         | 神保町駅                                  | 0.4          | 7.1          | 都営地下鉄： 三田線 (I-10) ・ 新宿線 (S-06) | 千代田区                                |
| Z-08         | 大手町駅                                  | 1.7          | 8.8          | 東京地下鉄： 丸ノ内線 (M-18) ・ 東西線 (T-09) ・ 千代田線 (C-11) 都営地下鉄： 三田線 (I-09) | 千代田区                                |
| Z-09         | 三越前駅                                  | 0.7          | 9.5          | 東京地下鉄： 銀座線 (G-12) 東日本旅客鉄道： 総武線（快速）（新日本橋駅：JO 20） | 中央区                                  |
| Z-10         | 水天宮前駅 （東京シティエアターミナル前） | 1.3          | 10.8         | 東京地下鉄： 日比谷線（人形町駅：H-14） 都営地下鉄： 浅草線（人形町駅：A-14） | 中央区                                  |
| Z-11         | 清澄白河駅                                | 1.7          | 12.5         | 都営地下鉄： 大江戸線 (E-14) | 江東区                                  |
| Z-12         | 住吉駅                                    | 1.9          | 14.4         | 都営地下鉄： 新宿線 (S-13) | 江東区                                  |
| Z-13         | 錦糸町駅                                  | 1.0          | 15.4         | 東日本旅客鉄道： 総武線（快速）(JO 22)・ 総武線（各駅停車）(JB 22) | 墨田区                                  |
| Z-14         | 押上〈スカイツリー前〉駅                  | 1.4          | 16.8         | 東武鉄道： 伊勢崎線（東武スカイツリーライン）(TS-03) 都営地下鉄： 浅草線 (A-20) 京成電鉄： 押上線 (KS45)                                                                                        | 墨田区                                  |
| 直通運転区間 | 直通運転区間                              | 直通運転区間 | 直通運転区間 | 伊勢崎線 久喜駅まで 日光線 南栗橋駅まで | 伊勢崎線 久喜駅まで 日光線 南栗橋駅まで |

1. ↑  渋谷駅は他社接続の共同使用駅で、東急電鉄の管轄駅である。
2. ↑  渋谷駅では半蔵門線と銀座線は別の駅として扱われる。そのため、副都心線および東急田園都市線と銀座線の改札外乗り換えが可能なため、現在は駅の乗換案内に銀座線が表記されている。アナウンスは副都心線とまとめられ「地下鉄線」と案内される。
3. ↑  押上駅は他社接続の共同使用駅で、東京地下鉄の管轄駅である。

各駅のホームに向かう階段に設置されている駅一覧表は、副都心線の開業で駅一覧表が更新された際に、渋谷の乗り換え案内に従来表参道での乗り換えを推奨していたために存在しなかった銀座線が、副都心線のほかに新たに加えられた。ただし、押上駅の副名称の導入に伴って更新されたものでは再び削除されている。

## 発車メロディ
2018年8月時点では東京メトロの路線の中で唯一発車メロディ（発車サイン音）が一切導入されていない路線であったが、同年9月8日に青山一丁目駅に初めて導入され、同月13日より東急が管理している渋谷駅を除く全駅で使用を開始した。すべてスイッチの制作で、塩塚博と福嶋尚哉が作曲および編曲を手掛けた。
半蔵門駅と三越前駅にはご当地メロディが採用され、前者では国立劇場の最寄り駅であることにちなんで、歌舞伎の黒御簾音楽の「てんつつ」と人形浄瑠璃文楽の「寿式三番叟」、後者では民謡「お江戸日本橋」をアレンジしたものを使用している。
| 駅名                   | 曲名                         | 曲名                                                            | 導入年月日    | 制作会社 |
| 駅名                   | A線（押上・東武線方面）      | B線（渋谷・東急線方面）                                         | 導入年月日    | 制作会社 |
| ---------------------- | ---------------------------- | --------------------------------------------------------------- | ------------- | -------- |
| 渋谷                   | 2：（ベル）                  | 1：（ベル）                                                     |               |          |
| 表参道                 | 6：エントランス【福嶋】      | 3：薫風【福嶋】                                                 | 2018年9月13日 | スイッチ |
| 青山一丁目             | 4：朝陽のシャワー【塩塚】    | 3：サヴァラン【福嶋】                                           | 2018年9月8日  | スイッチ |
| 永田町                 | 4：黎明【福嶋】              | 3：今日もどこかで【塩塚】                                       | 2018年9月13日 | スイッチ |
| 半蔵門                 | 2：寿式三番叟【福嶋】        | 1：てんつつ【福嶋】                                             | 2018年9月13日 | スイッチ |
| 九段下                 | 4：手を取って【塩塚】        | 3：センスオブワンダー【福嶋】                                   | 2018年9月13日 | スイッチ |
| 神保町                 | 6：夕涼み【福嶋】            | 5：ブックマーク【福嶋】                                         | 2018年9月13日 | スイッチ |
| 大手町                 | 8：メトロでGo！【福嶋】      | 7：マーキュリー【福嶋】                                         | 2018年9月13日 | スイッチ |
| 三越前                 | 4：お江戸日本橋 verE【福嶋】 | 3：お江戸日本橋 verF【塩塚】                                    | 2018年9月13日 | スイッチ |
| 水天宮前               | 2：糸竹の道【福嶋】          | 1：川の辺【福嶋】                                               | 2018年9月13日 | スイッチ |
| 清澄白河               | 2：万華鏡【福嶋】            | 1：カットグラス【福嶋】                                         | 2018年9月13日 | スイッチ |
| 住吉                   | 2：花霞【福嶋】              | 1：深呼吸【福嶋】                                               | 2018年9月13日 | スイッチ |
| 錦糸町                 | 2：五月雨【福嶋】            | 1：光彩都市【福嶋】                                             | 2018年9月13日 | スイッチ |
| 押上〈スカイツリー前〉 | 4：スタートアップ【福嶋】    | 1：紫電【福嶋】 2：ライブラリー【福嶋】 3：見上げる空に【福嶋】 | 2018年9月13日 | スイッチ |
| （車載メロディ）       | 新しい仲間【塩塚】           | 晴れ晴れと【塩塚】                                              | 2019年8月24日 | スイッチ |

- 上表の数字は各駅の番線、【】内は作曲者（半蔵門駅と三越前駅は編曲者）を表す。

## PASMO利用時の運賃計算
東京メトロおよび乗り入れている東武鉄道では、PASMOやSuicaなどの交通系ICカード（以下PASMOで代表）を利用することができるが、東武伊勢崎線押上・北千住経由で半蔵門線と日比谷線を乗り継いだ場合はPASMOの仕様上、東武線の運賃は計算されず、全線東京メトロ線経由で計算される（東京メトロのみで途中改札を出ずに乗車できる経路があるため）。
また、北千住駅では東京メトロ・東武・東日本旅客鉄道（JR東日本）の3社が改札および構内を共用しており、中間改札がない関係上、東武伊勢崎線押上・北千住経由で半蔵門線と千代田線（綾瀬駅・北綾瀬駅方面、町屋駅方面）を乗り継いだ場合も、同じく全線東京メトロ線経由で計算され、表参道駅または大手町駅経由と同一の金額が引き落とされる。
2018年3月17日付で水天宮前駅と日比谷線人形町駅が乗換駅に指定されたことに伴い、水天宮前駅以東など両駅接続で運賃が計算される区間が発生している（例：清澄白河駅 - 北千住駅間など）。